# 李文斯頓博物館
李文斯頓博物館（英語：Livingstone Museum）前稱大衛·李文斯頓紀念博物館（David Livingstone Memorial Museum）、羅德－李文斯頓博物館（Rhodes-Livingstone Museum），是尚比亞最大且歷史最悠久的博物館，位於維多利亞瀑布附近的李文斯頓（馬蘭巴市）。博物館展出當地的歷史文物，包括照片、樂器等，以及蘇格蘭探險家、傳教士戴维·利文斯通的遺物和用品（如信件、日記等）。

## 歷史
李文斯頓博物館是尚比亞規模最大和歷史最悠久的博物館，建立於1934年，初名大衛·李文斯頓紀念博物館（David Livingstone Memorial Museum）。1948年，船長A.W. 惠廷頓（A.W. Whittington）提出將兩塊羅德西亞人股骨標本賣給已更名的羅德－李文斯頓博物館（Rhodes-Livingstone Museum），但館方無力購買。1951年，博物館一座西班牙殖民風格的新建築落成。前李文斯頓市長喬克·米勒（Jock Millar）曾要求猶太商人蘇斯曼兄弟向博物館捐贈一座「四面」塔鐘，但蘇斯曼兄弟在博物館完工剪綵前就已去世。
1960年，博物館於展區重現5個民族的村莊，使遊客感受傳統的部落生活，並同時展示「青銅和鐵器時代的生活方式」。1964年尚比亞正式獨立後，博物館於1966年更名為「李文斯頓博物館」。2003年，博物館透過歐盟提供的資金翻新建築。
博物館長期為尚比亞眾多考古團隊的受託方。1956年，博物館受北羅德西亞（尚比亞舊稱）國家古蹟委員會和溫納·格倫基金會委託協助卡蘭博瀑布史前遺址挖掘工作。
2005年，博物館為紀念探險家戴维·利文斯通，以及繪製維多利亞瀑布地區首張地圖的捷克醫生、探險家、製圖師和人類學家埃米爾·霍魯布而於館前豎立兩人的雕像。

## 位置
李文斯頓博物館位於李文斯頓市中心的Mosi-o-Tunya路旁，距維多利亞瀑布約10公里。公路交通方面分為三種方向：自辛巴威維多利亞瀑布鎮經11（6.8英里）的車程跨越維多利亞瀑布大橋；自波札那出發，經渡輪跨越國界至尚比亞卡宗古拉，全程約60（37英里）；自首都路沙卡（距李文斯頓約470（290英里））南方行駛路沙卡－李文斯頓公路（T1公路），經卡富埃河大橋後，向右往馬扎布卡方向。

## 展示

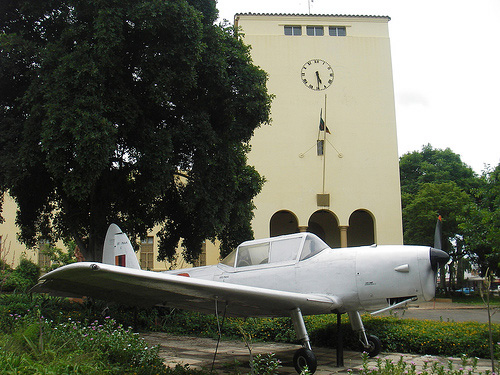
李文斯頓博物館正門

博物館對尚比亞的國家文化遺產提供重要依據。館外的瀑布旁的開放式考古遺址曾出土石器時代早期至今的物品，橫跨約25萬年的時間維度。時任館長J·德斯蒙德·克拉克博士也為考古研究做出諸多貢獻。博物館同時為鄰國南非的考古探勘提供專業知識和支持。
博物館分為5個展廳：考古學、民族誌、歷史學、藝術和李文斯頓展廳。涵蓋考古學、人類學、民族誌、歷史和自然史、哺乳動物學、鳥類學、爬蟲學、昆蟲學、植物學和魚類學等領域。
考古學展廳陳列尚比亞人自石器時代至鐵器時代人類演化和文化發展的展品；民族誌和藝術展廳展出該國手工藝品和樂器等不同文化的器物；歷史學展廳則追溯班圖人的起源、英國殖民時期，以及尚比亞人自殖民統治中獲得獨立前的歷史。此外，該展廳也展示尚比亞自然棲息地的特有種動物。
李文斯頓展廳收藏大量由李文斯頓家族捐贈的戴维·利文斯通物品。館內也設有一座圖書館，藏書包括考古學和野生動物的相關書籍，以及大衛·李文斯頓撰寫的期刊。
博物館經常舉辦特展，如巫術、尚比亞藝術家的雕塑和繪畫等。

## 出版物
博物館自1948年開始出版「不定期論文」，並於1967年將期間出版的16篇論文以「尚比亞博物館」（Zambian Museum Papers）系列論文發表，內容關於該國史前文化、歷史、民族學和自然史的大量研究，由各領域專家撰寫。論文為館內的每件展品系統性地提供大量資訊。
- no.1 The material culture of the Fort Jameson, Ngoni.
- no.2 African dances of Northern Rhodesia.
- no.3 The material culture of the Lunda-Lovale peoples.-
- no.4 African music in Northern Rhodesia and some other places.
- no.5 Trade routes, trade and currency in East Africa.
- no.6 Life among the cattle-owning Plateau Tonga: The material culture of a Northern Rhodesia native tribe.
- no.7 The discovery of Africa: A history of the exploration of Africa as reflected in the maps in the collection of the Rhodes-Livingstone Museum.
- no.8 Some pioneer missions of Northern Rhodesia and Nyasaland.
- no.9 David Livingstone: A short portrait of the great missionary-explorer.
- no.10 Lunda rites and ceremonies.
- no.11 Some African poison plants and medicines of Northern Rhodesia.
- no.12 The fishing devices of central and southern Africa.
- no.13 Rubber: A footnote to Northern Rhodesian history.

- African dances of Northern Rhodesia by William Vernon Brelsford, 1959[21]

## 外部連結
- 李文斯頓博物館